# Breguet Deux-Ponts
Dimensions
Le Breguet Deux-Ponts est un avion de transport de fret et de passagers qui a été exploité entre 1953 et 1972. Son nom lui vient du fait qu'il peut accueillir des passagers sur deux ponts et non un seul comme sur la majorité des avions de ce type. Il est le premier à posséder cette caractéristique en France.

## Historique

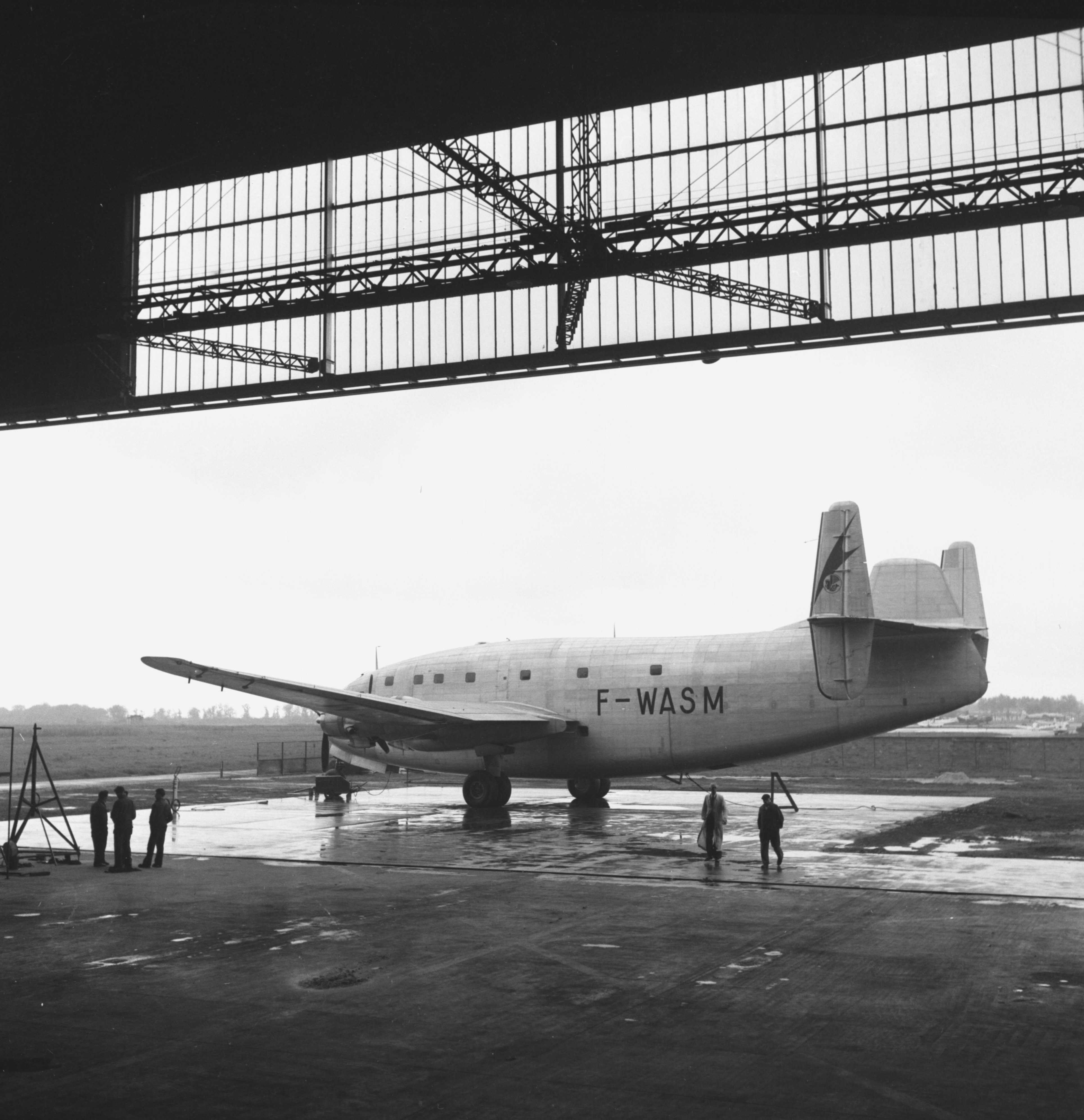
Breguet 761S F-WASM

La conception du Breguet 760 débuta en 1938 mais la Seconde Guerre mondiale repoussa sa sortie. Le projet est basé sur les ailes et les empennages du Breguet 730, un grand hydravion réalisé en 1938, qui ont parfaitement donné satisfaction. Les études reprirent après la Libération de la France sous la désignation Breguet 761 et en 1946 le dossier d'avant-projet est transmis au ministère de l'Air et approuvé par le ministre Charles Tillon. Celui-ci accepte le lancement d'un contrat de prototype et, avant même que ce dernier ait volé, donne en mars 1947 son accord à l'industriel pour la fabrication de 15 cellules.
La fabrication du prototype débute à Villacoublay, où Louis Breguet dispose de hangars de dimensions adaptées, et se termine à l'automne 1948. Après des essais de roulage au sol, le premier vol de l'appareil avec des moteurs Gnome et Rhône eut lieu le 15 février 1949. Au poids de 28 tonnes, le Br 761 décolle de Villacoublay sur 350 mètres et se pose sans incident à Brétigny. A l'issue de ce premier vol, le prototype est amélioré : la surface des deux dérives est augmentée, et une dérive centrale, sans gouvernail, est ajoutée pour compenser une certaine instabilité en lacet.
L'appareil s'est révélé très sous-motorisé, ce qui entraîna pour la future production en série l'étude d'une version plus puissamment motorisée avec des moteurs Pratt & Whitney, désignée Br 763 Provence. Ces appareils furent exploités par Air France principalement sur la ligne Paris-Alger et vers la Corse entre 1953 et 1963. Ils furent ensuite utilisés par Air France comme avions cargo jusqu'au début des années 1970. Les avions, qui n'étaient pas à bout de potentiel, ont été versés à l'armée de l'air française.
À l'origine Air France ne voulait pas de cet avion, dont la commande lui a été imposée par le gouvernement français, mais en découvrant ses grandes qualités, notamment polyvalence, sûreté, fiabilité et économie, la compagnie aérienne a totalement changé d'avis à son sujet.
Le Breguet Deux-Ponts n'a jamais fait de victime. Les deux seuls incidents sérieux répertoriés ont été : un atterrissage d'urgence sur le ventre (à la suite d'une panne hydraulique) dans un champ de la région lyonnaise, mais l'avion, peu endommagé et réparé sur place, a pu redécoller (en moins de 400 m, pilote seul à bord et allégé au maximum) puis reprendre son service habituel. Le second incident s'est produit en Algérie le 7 avril 1961 où un Deux-Ponts, le F-RAPA de l'armée de l'air (Br 761 prototype sous-motorisé), dévié à l'atterrissage à Reggane par une forte rafale de vent, s'est écrasé « en douceur » et de nuit sur un terrain accidenté (train gauche arraché) : aucun blessé, mais l'avion a dû être démonté sur place (il reste la cellule et le plan central).

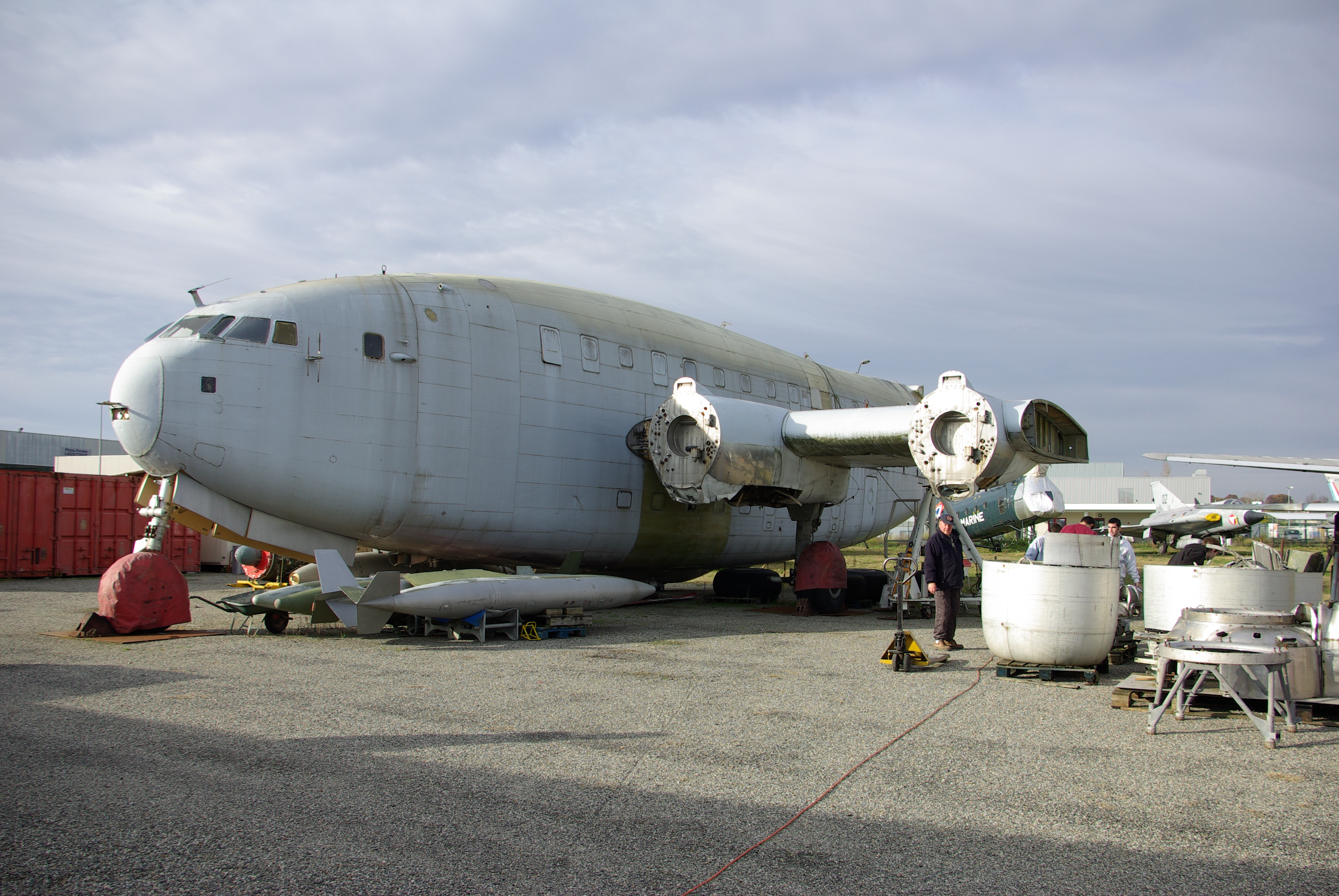
Un Breguet Br 765 en cours de restauration par l'association Ailes Anciennes Toulouse.

Une dernière version, désignée Br 765 Sahara fut construite pour l'armée de l'air française. Elle effectua son premier vol en juillet 1958. Cette version spécialement conçue pour une utilisation militaire vit son rayon d'action augmenté (4 000 km). Elle fut retirée du service en 1972, lorsqu'elle fut remplacée par le C-160 Transall.

## Description
Le Breguet Deux-Ponts est un avion de transport quadrimoteur à ailes médianes. Il est doté de deux ponts courant sur toute la longueur de l'appareil pour le transport de fret ou de passager, sa capacité est de 17 t ou 130 passagers. Il est équipé d'un train d'atterrissage tricycle et d'un empennage tri-dérive.

## Versions
Le Deux-Ponts a existé en cinq versions :
- Br 761 : Prototype équipé de moteurs SNECMA/Gnome et Rhône 14R de 1 450 ch (1 exemplaire);
- Br 761S : Version équipée de moteurs Pratt & Whitney R-2800-B31 de 2 100 ch (3 exemplaires);
- Br 763 Provence : Version civile livrée à Air France et utilisant des moteurs Pratt & Whitney R-2800-CB 16 de 2 500 ch (12 exemplaires);
- Br 764 : Projet de version militaire destinée à l'Aéronautique navale (Conversion de Br 761 avec maquette d'armement - Projet abandonné);
- Br 765 Sahara : Version militaire dérivée de la précédente, équipée de réservoirs supplémentaires en bout d'ailes (4 exemplaires).

## Survivants

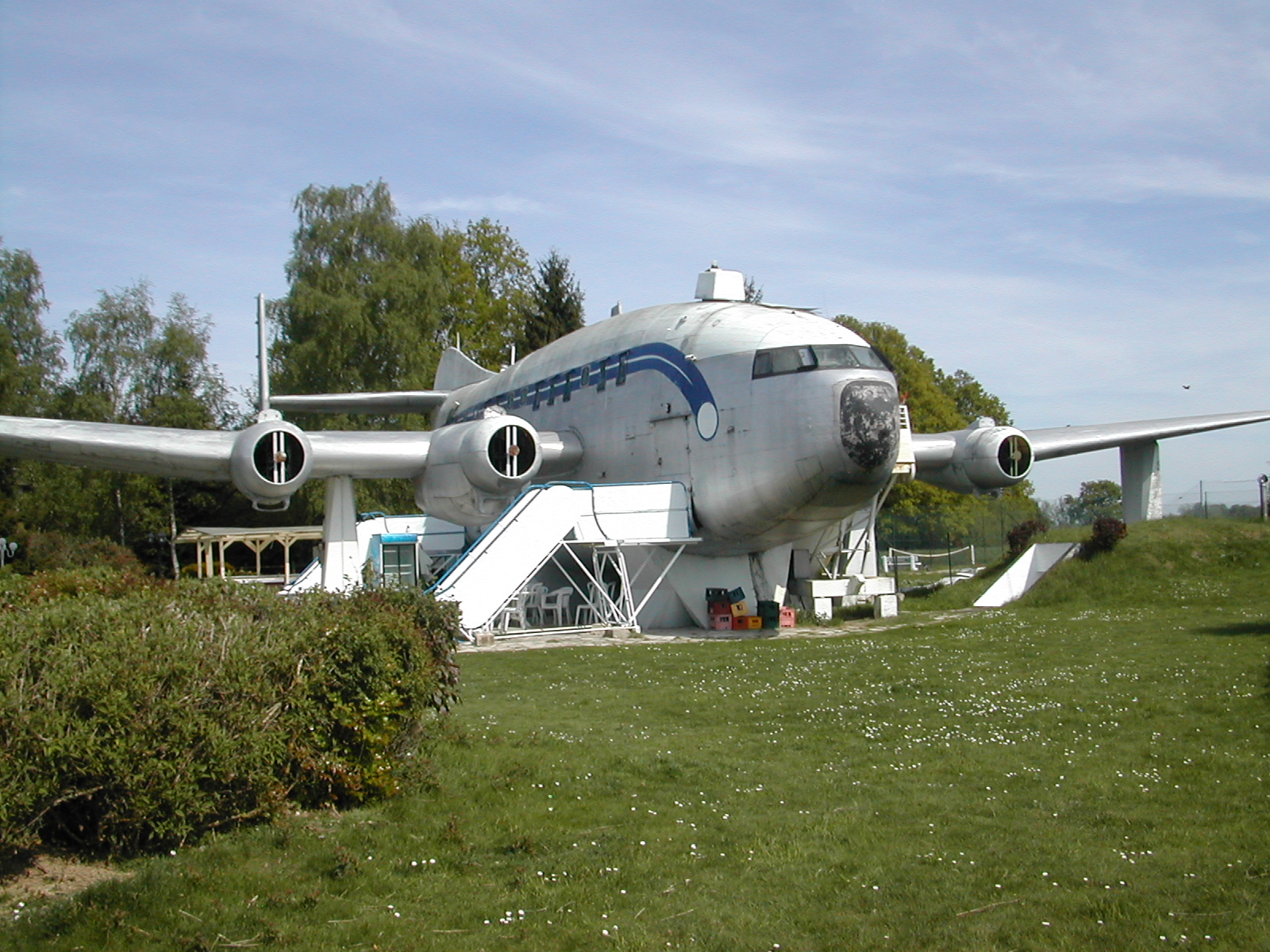
Un Breguet 763, ancien F-BACC d'Air France, à Fontenay-Trésigny.

Au total, seuls vingt appareils ont été construits, et ont fini à la ferraille pour la plupart. À ce jour, il n'y a plus que trois Breguet Deux-Ponts préservés, tous en France.
- Un Br 763, (c/n 6) 82-PP de l'armée de l'air française, ex F-BASS d'Air France mais peint F-BACC (Morane Saulnier MS-500 n°755), est exposé à l'aéroclub de Chaubuisson, à Fontenay-Trésigny, en Seine-et-Marne.
- Un Br 765, (c/n 501) 64-PE de l'armée de l'air française, est exposé sur la base aérienne 105 Évreux-Fauville, dans l'Eure[4]. Il doit être transformé en lieu d'accueil pour les nouvelles recrues de la base[5].
- Un Br-765, (c/n 504) 64-PH « Brigitte » de l'armée de l'air française, est en cours de restauration au sein de l'association Ailes Anciennes Toulouse Toulouse depuis les années 1990.

## Dans la culture populaire
Dans le tome 2 de son ouvrage intitulé Au fil des ans et des mots, page 158, le lexicographe Paul Robert rapporte avoir voyagé entre Orly et Alger à bord d'un Breguet Deux Ponts, en octobre 1958 :  
« Nous trouvons place sur un Breguet Deux Ponts qui part vers minuit pour arriver à Alger à sept heures, après une longue escale à Marignane. »